# Nasavrky (district de Chrudim)
Pour les articles homonymes, voir Nasavrky.
Nasavrky (en allemand : Nassaberg) est une ville du district de Chrudim, dans la région de Pardubice, en République tchèque. Sa population s'élevait à 1 674 habitants en 2022.

## Géographie
Nasavrky se trouve à 12 km au sud de Chrudim, à 22 km au sud de Pardubice et à 102 km à l'est de Prague.
La commune est limitée par Licibořice, Svídnice et Lukavice au nord, par Žumberk à l'est, par Miřetice, Ctětín et Trhová Kamenice au sud, et par Hodonín et České Lhotice à l'ouest.

## Histoire
La première mention écrite de la localité date de 1318.

## Administration
La commune se compose de huit sections :
- Nasavrky
- Březovec
- Drahotice
- Libáň
- Nová Ves
- Obořice
- Ochoz
- Podlíšťany

## Galerie

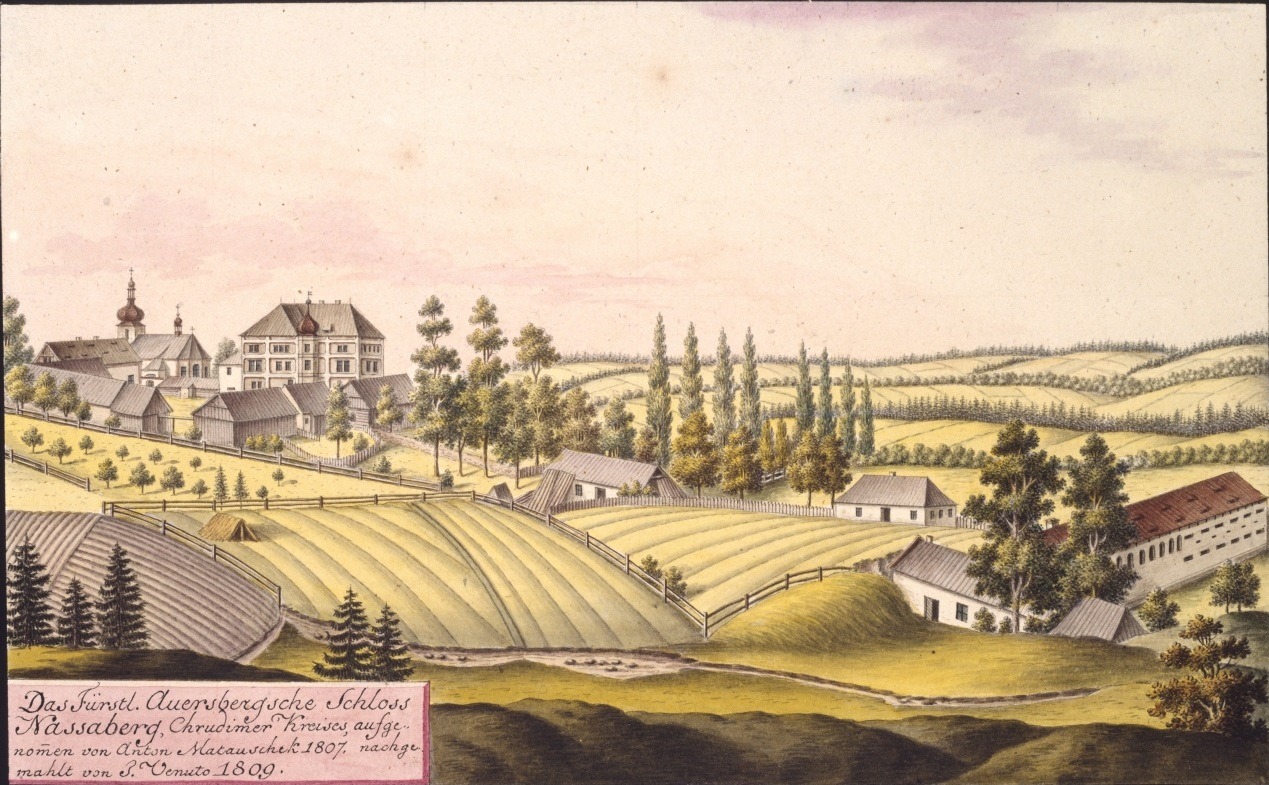
Nasavrky en 1809, par Joann Venuto.
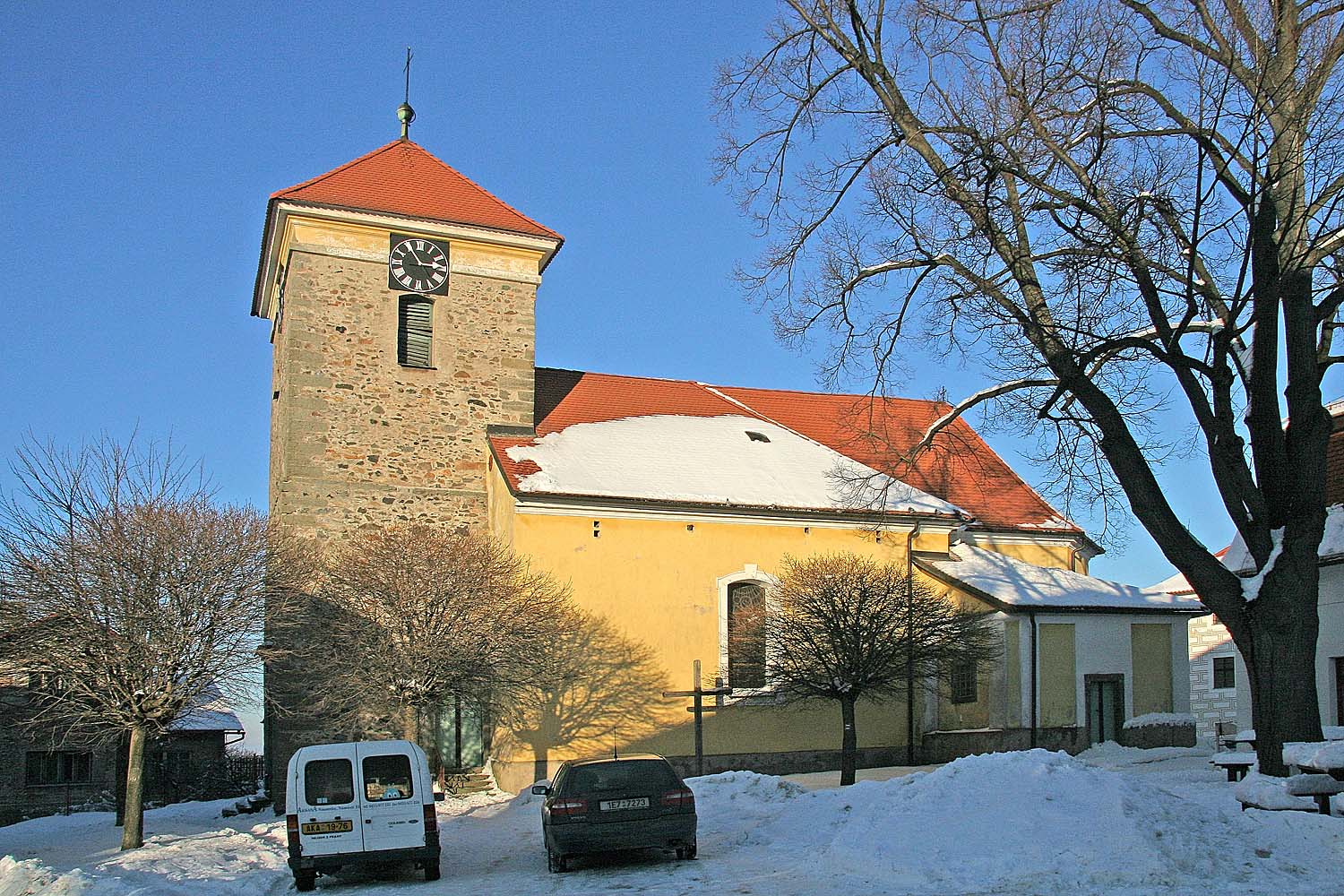
Église Saint-Gilles l’Ermite.

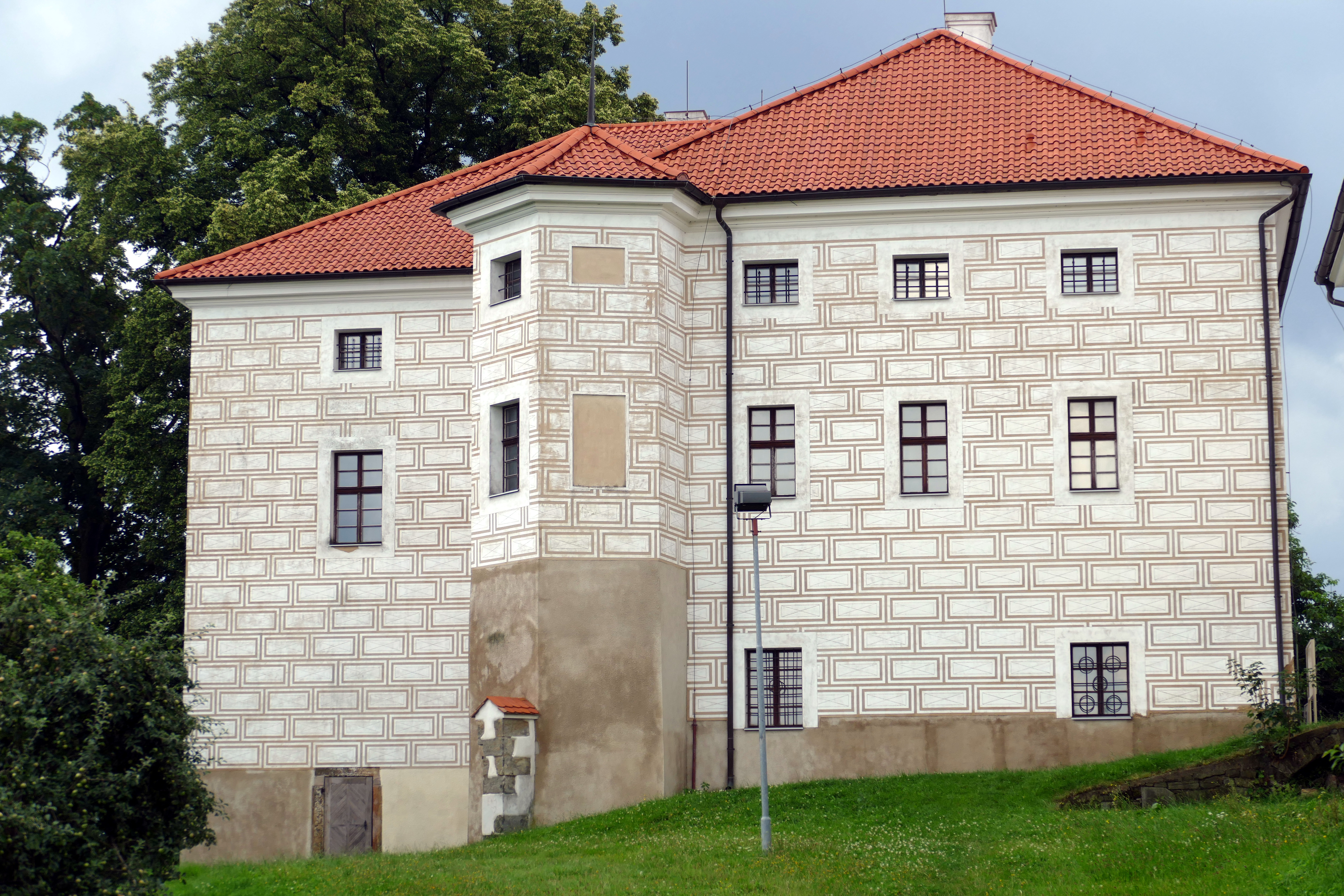
Château de Nasavrky.
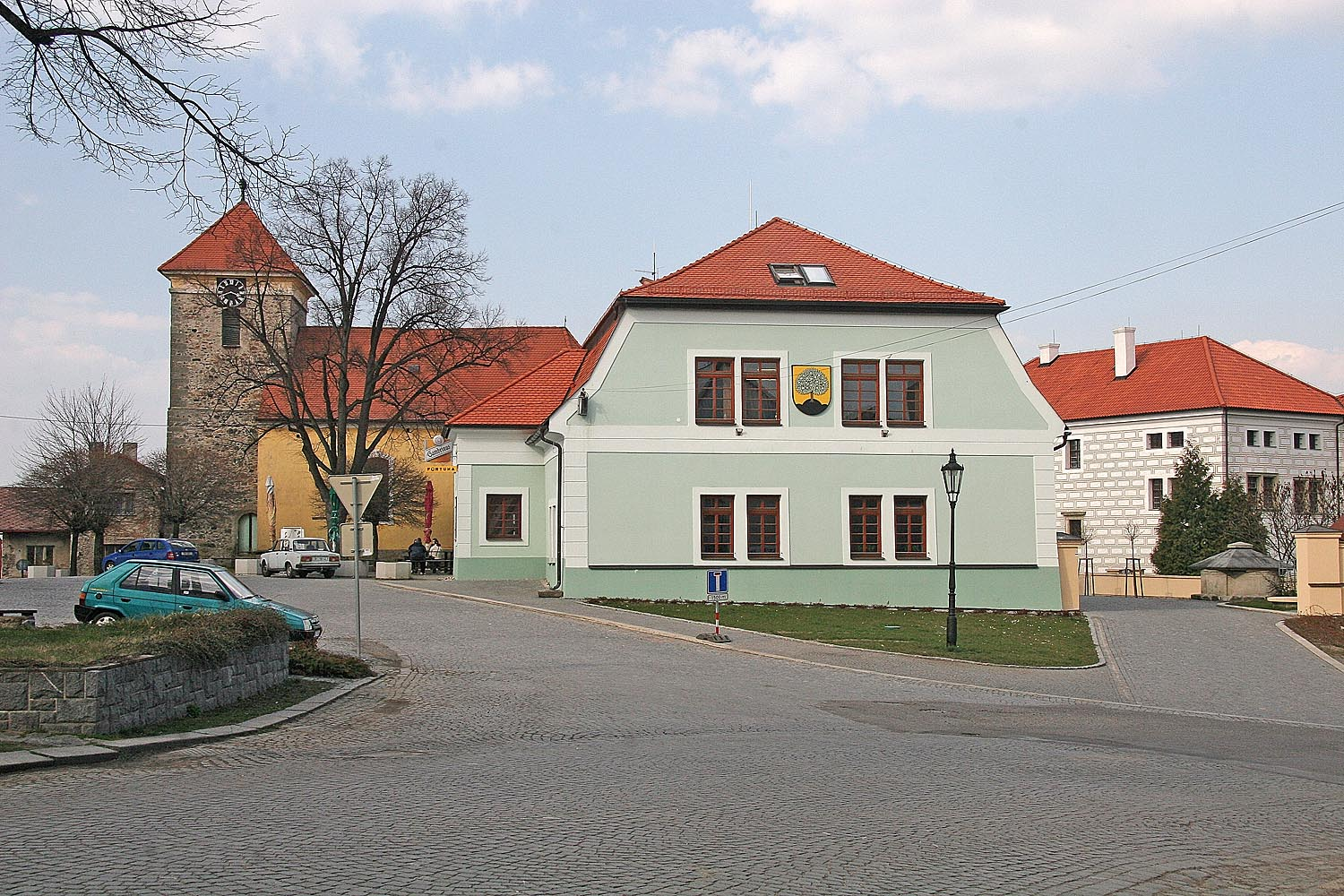
L'hôtel de ville.

## Transports
Par la route, Nasavrky se trouve à 15 km de Chrudim, à 26 km de Pardubice et à 132 km de Prague.